# Fil·locladi

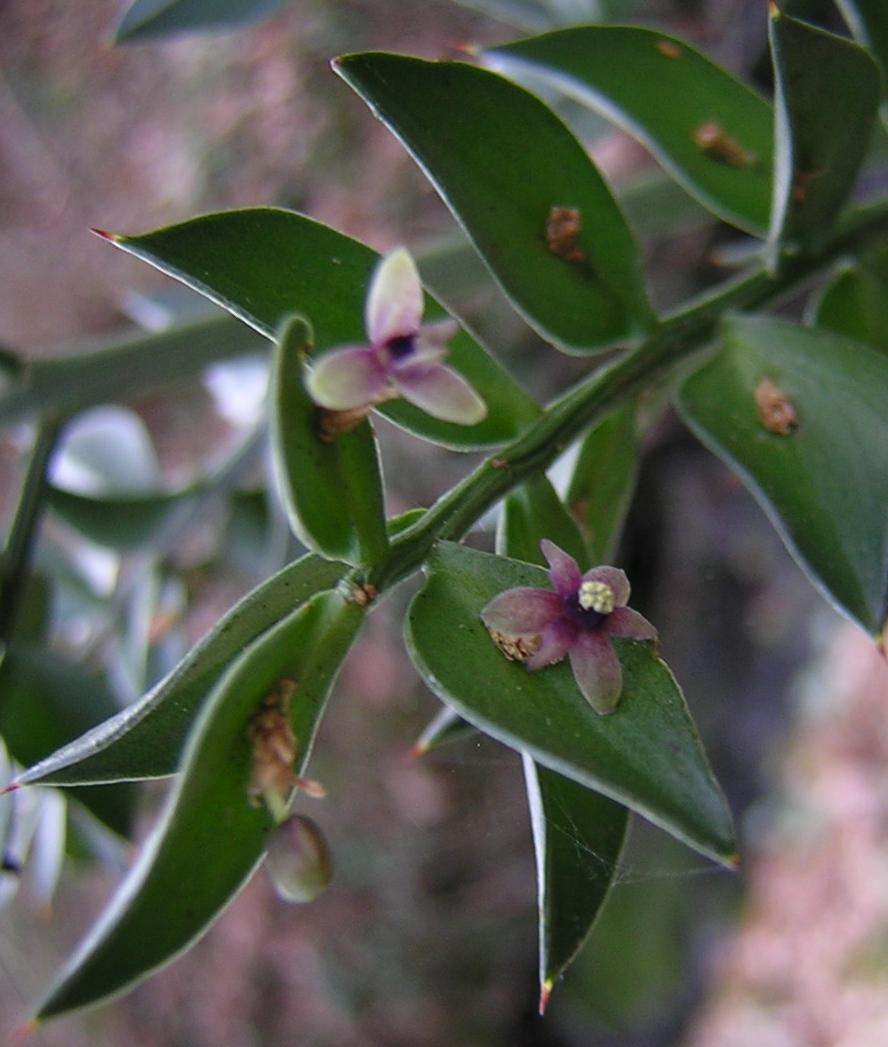
Fil·locladis o falses fulles del galzeran del mig d'aquestes tiges modificades hi apareixen les flors i després els fruits

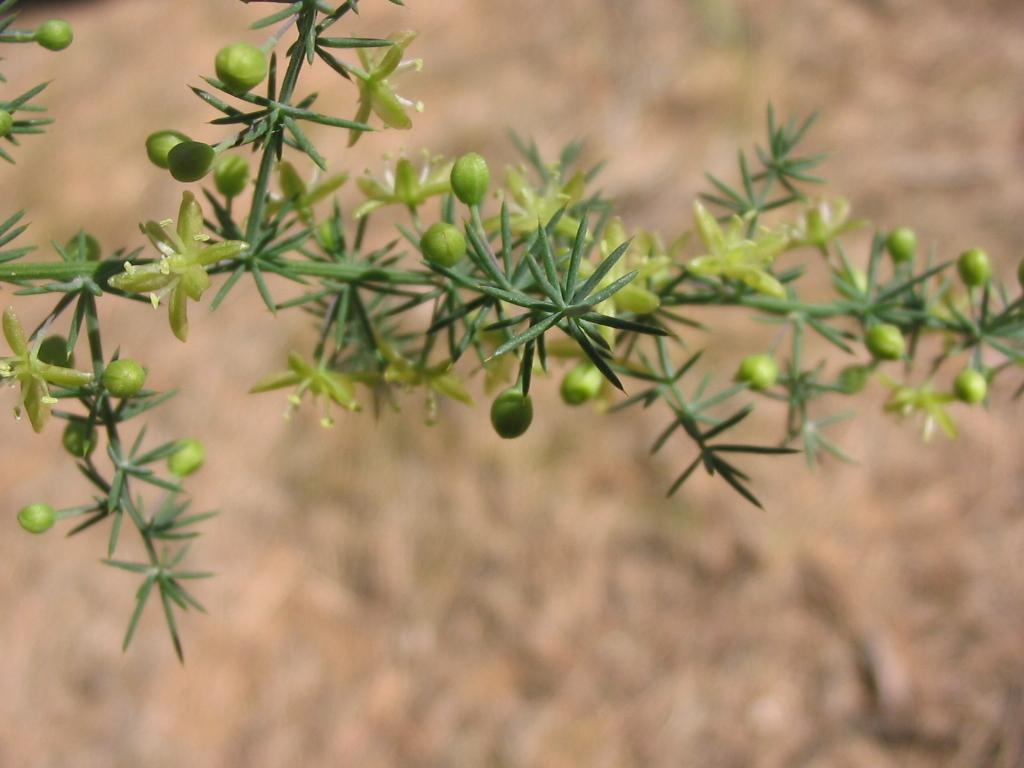
Fil·localdis dAsparagus acutifolius

Un fil·locladi és una tija modificada fotosintètica, de creixement limitat, aplanada i que sembla una fulla i que tenen les mateixes funcions que aquesta, poden produir flors, fruits i fulles temporals.
La mateixa estructura quan té l'aspecte d'una branca rep el nom de cladodi.
Són freqüents en plantes que viuen en ambients secs, en plantes àfil·les (sense fulles) o amb fulles molt reduïdes i de vegades estan associats a la suculència
Exemples de plantes amb fil·locladis són l'esparreguera, el galzeran o els cladodis de la figa de moro (Opuntia)